# USS Franks (DD-554)
USS Franks (DD-554) là một tàu khu trục lớp Fletcher được Hải quân Hoa Kỳ chế tạo trong Chiến tranh Thế giới thứ hai. Nó là chiếc tàu chiến duy nhất của Hải quân Mỹ được đặt theo tên William Joseph Franks (1830-1880), một hạ sĩ quan từng được trao tặng Huân chương Danh dự do hoạt động anh dũng trong cuộc Nội chiến Hoa Kỳ. Nó hoạt động cho đến hết Thế Chiến II, xuất biên chế năm 1946 và bị bán để tháo dỡ năm 1973. Nó được tặng thưởng chín Ngôi sao Chiến trận do thành tích phục vụ trong Thế Chiến II.

## Thiết kế và chế tạo
Franks được đặt lườn tại xưởng tàu của hãng Seattle-Tacoma Shipbuilding Corporation ở Seattle, Washington vào ngày 8 tháng 3 năm 1942. Nó được hạ thủy vào ngày 7 tháng 12 năm 1942; được đỡ đầu bởi bà Martha F. W. Carr, chị em họ với Thượng sĩ Franks; và nhập biên chế vào ngày 30 tháng 7 năm 1943 dưới quyền chỉ huy của Hạm trưởng, Thiếu tá Hải quân N. A. Lidstone.

## Lịch sử hoạt động
Franks đi đến Trân Châu Cảng vào ngày 25 tháng 10 năm 1943 để chuẩn bị cho chiến dịch chiếm đóng quần đảo Gilbert. Nó lên đường vào ngày 10 tháng 11, bảo vệ cho các tàu sân bay hộ tống để hỗ trợ trên không cho các cuộc đổ bộ xuống Tarawa, rồi tuần tra ngoài khơi Betio cho đến ngày 27 tháng 12 trước khi quay trở về Trân Châu Cảng cho một đợt sửa chữa ngắn. Chiếc tàu khu trục lại khởi hành vào ngày 22 tháng 1 năm 1944 cùng Lực lượng Tấn công phía Nam cho cuộc chiếm đóng Kwajalein, nơi nó tuần tra chống tàu ngầm cũng như tiếp cận đảo Ebeye để trinh sát và bắn phá. Một lần nữa nó được tiếp liệu tại Trân Châu Cảng từ ngày 18 tháng 2 đến ngày 4 tháng 3, rồi lên đường làm nhiệm vụ hộ tống vận tải và tuần tra tại khu vực quần đảo Solomon, đi đến vịnh Purvis vào ngày 15 tháng 3.
Những mục tiêu mà Franks trinh sát và bắn phá trong tháng 3 và tháng 4 năm 1944 bao gồm Mussau về phía Bắc New Ireland; Kapingamaringi và đảo Bougainville. Sang tháng 5, đang khi bảo vệ cho các tàu rải mìn hoạt động trong eo biển Buka, nó và tàu khu trục Haggard (DD-555) đã bắt được tín hiệu, tấn công và đánh chìm tàu ngầm Nhật Bản I-176 vào ngày 16 tháng 5. Quay trở lại khu vực Trung tâm Thái Bình Dương trong tháng sau, nó tham gia bắn phá chuẩn bị lên Guam từ ngày 12 tháng 7, rồi hỗ trợ hỏa lực cho lực lượng trên bờ vốn đã đổ bộ vào ngày 21 tháng 7. Sau khi được tiếp liệu tại Eniwetok, chiếc tàu khu trục lên đường quay trở lại Nam Thái Bình Dương tham gia cuộc tấn công Palau, nơi nó hiện diện từ ngày 15 tháng 9. Nó phục vụ như tàu bảo vệ và dẫn đường chiến đấu, rồi bảo vệ cho chiến dịch chiếm đóng Ulithi vào ngày 23 tháng 9.
Vào ngày 1 tháng 10, Franks khởi hành từ Manus, khởi đầu một giai đoạn hoạt động cùng các tàu sân bay hộ tống kéo dài một tháng rưỡi tại khu vực Philippines. Nó tham gia bắn phá chuẩn bị xuống Leyte rồi hỗ trợ cho cuộc đổ bộ tại đây. Nó đã chiến đấu để bảo vệ các tàu sân bay hộ tống trong Trận chiến ngoài khơi Samar, trong khuôn khổ trận Hải chiến vịnh Leyte, chịu đựng hỏa lực hải pháo áp đảo từ các thiết giáp hạm Nhật Bản vào ngày 25 tháng 10. Sau khi được tiếp nhiên liệu tại Manus, nó quay trở lại Leyte vào cuối tháng 11, và sang tháng 12 đã gia nhập lực lượng đặc nhiệm tàu sân bay nhanh để hỗ trợ cho cuộc đổ bộ lên Mindoro, cũng như các cuộc không kích chuẩn bị cho việc đổ bộ xuống Luzon vào tháng 1 năm 1945.
Tiếp tục hộ tống cho các tàu sân bay nhanh, Franks tham gia vào các cuộc ném bom xuống các đảo chính quốc Nhật Bản vào các ngày 16 và 17 tháng 2, ngay trước khi diễn ra cuộc đổ bộ lên Iwo Jima; sau đó nó khởi hành từ Ulithi vào ngày 14 tháng 3 cho các cuộc không kích lên Kyūshū và Nansei Shoto nhằm chuẩn bị cho cuộc đổ bộ lên Okinawa. Vào ngày 18 tháng 3, lực lượng đặc nhiệm của nó chịu đựng một cuộc không kích ác liệt của đối phương, và nó đã bắn rơi ít nhất một máy bay đối phương. Franks đã tiếp cận ngoài khơi bờ biển phía Nam Okinawa vào ngày 24 tháng 3 để bắn pháo chuẩn bị nghi binh, che giấu ý định đổ bộ thực sự xuống Hagushi trên bờ biển phía Tây. Sau đó nó tách xa khỏi Okinawa để làm nhiệm vụ canh phòng máy bay cho các tàu sân bay, vốn có nhiệm vụ hỗ trợ cho cuộc đổ bộ vào ngày 1 tháng 4. Vào ngày 2 tháng 4, nó bị hư hại nặng do va chạm với thiết giáp hạm New Jersey (BB-62), bị buộc phải quay về Ulithi để sửa chữa tạm thời, rồi khởi hành vào ngày 13 tháng 4, quay trở về Xưởng hải quân Puget Sound để đại tu.
Franks quay trở lại khu vực Tây Thái Bình Dương, đi đến Eniwetok vào ngày 17 tháng 8 khi chiến tranh đã kết thúc. Vào ngày 3 tháng 9, nó gặp gỡ lực lượng đặc nhiệm tàu sân bay nhanh cho các hoạt động tìm kiếm giải cứu, cũng như nhiệm vụ trinh sát thời tiết phục vụ các chuyến bay giữa Okinawa và Honshū. Nó tiến vào vịnh Tokyo vào ngày 13 tháng 9, rồi lên đường vào ngày 1 tháng 10 để quay trở về vùng bờ Tây.
Franks được cho xuất biên chế tại San Pedro, California vào ngày 31 tháng 5 năm 1946. Tên nó được cho rút khỏi danh sách Đăng bạ Hải quân vào ngày 1 tháng 12 năm 1972, và con tàu bị bán để tháo dỡ vào ngày 1 tháng 8 năm 1973.

## Phần thưởng
Franks được tặng thưởng chín Ngôi sao Chiến trận do thành tích phục vụ trong Thế Chiến II.